# Günter Fruhtrunk
Günter Fruhtrunk (mayo de 1923 - 12 de diciembre de 1982) fue un pintor y grabado alemán, clasificado como artista abstracto geométrico y cuya obra se relaciona con el Op Art. 
Fruhtrunk estudió arquitectura en la Technische Hochschule de Múnich, que abandonó a los dos semestres para unirse al ejército como voluntario en el otoño de 1941. En 1945, Fruhtrunk comenzó a estudiar privadamente bajo el pintor y grabador William Straube en Neufrach, quien era un estudiante de Hölzel y Matisse. En 1954 recibió una beca del Land Baden-Württemberg y el gobierno francés y se trasladó a París, para trabajar en los estudios de Léger y Arp. Durante los sesenta el pintor trabajó y vivió principalmente en Francia. En 1961 recibió el Prix Jean Arp en Colonia y en 1966 recibió la medalla de plata del Prix d'Europe en Ostende. En 1967, Fruhtrunk comenzó a enseñar en la Academia de arte de Múnich. Fue Fruhtrunk quien transformó las ideas del constructivismo a un mundo pictórico rítmico y colorido, creando un lenguaje dinámico de forma con líneas diagonales parecidas a los vectores colocadas de manera estricta rítmicamente según sus colores alternativos. Fruhtrunk se suicidó en su taller en la academia de arte de Múnich el 12 de diciembre de 1982.